# Le Plessis-Grohan
Le Plessis-Grohan är en kommun i departementet Eure i regionen Normandie i norra Frankrike. Kommunen ligger i kantonen Évreux-Sud som tillhör arrondissementet Évreux. År 2022 hade Le Plessis-Grohan 928 invånare.

## Befolkningsutveckling
Antalet invånare i kommunen Le Plessis-Grohan
Referens:INSEE